# Kanton Brest-Lambezellec
Der Kanton Brest-Lambezellec war von 1973 bis 2015 ein französischer Wahlkreis im Arrondissement Brest, im Département Finistère und in der Region Bretagne. Der Kanton Brest-Lambezellec bestand aus Teilen der Stadt Brest.

## Geschichte
Die Stadt Brest war nur von 1793 bis 1801 ein einziger Kanton. Bereits 1801 wurde die Stadt in die Kantone Brest-Ville, Brest-2 und Brest-3 unterteilt. 1973 wurde Brest-Ville in Brest-1 umgetauft und es entstanden zusätzlich die Kantone Brest-4 bis Brest-7. 1985 kam dann noch in den Neubaugebieten der Kanton Brest-8 hinzu. Die bis 2015 gültige Unterteilung der Stadt Brest und einiger Vorortsgemeinden in die Kantone Brest-Bellevue, Brest-Cavale-Blanche-Bohars-Guilers, Brest-Centre, Brest-Kerichen, Brest-Lambezellec, Brest-L’Hermitage-Gouesnou, Brest-Plouzané, Brest-Recouvrance, Brest-Saint-Marc und Brest-Saint-Pierre existierte seit 1991.

## Bevölkerungsentwicklung
| 1999   | 2006   | 2012   |
| ------ | ------ | ------ |
| 17.928 | 17.428 | 17.275 |